# Női jégkorongtorna a 2018. évi téli olimpiai játékokon
A 2018. évi téli olimpiai játékokon a női jégkorongtornát Phjongcshang két csarnokában rendezték meg február 10. és 22. között. Az aranyérmet az amerikai csapat nyerte. A tornán 8 csapat vett részt.

## Csoportkör

### A csoport
| Hely. | Csapat                 | M | Gy | HGy | HV | V | G+ | G– | Gk  | P | Továbbjutás                  |
| ----- | ---------------------- | - | -- | --- | -- | - | -- | -- | --- | - | ---------------------------- |
| 1.    | Kanada                 | 3 | 3  | 0   | 0  | 0 | 11 | 2  | +9  | 9 | Továbbjutott az elődöntőbe   |
| 2.    | Egyesült Államok       | 3 | 2  | 0   | 0  | 1 | 9  | 3  | +6  | 6 | Továbbjutott az elődöntőbe   |
| 3.    | Finnország             | 3 | 1  | 0   | 0  | 2 | 7  | 8  | −1  | 3 | Továbbjutott a negyeddöntőbe |
| 4.    | Oroszország versenyzői | 3 | 0  | 0   | 0  | 3 | 1  | 15 | −14 | 0 | Továbbjutott a negyeddöntőbe |

| 2018. február 11. 16:40 (8:40) | Finnország (FIN) | 1–3 (1–0, 0–2, 0–1) | Egyesült Államok (USA) | Kwandong Hockey Center, Phjongcshang Nézőszám: 4032 |

| Jegyzőkönyv | Jegyzőkönyv | Jegyzőkönyv                       | Jegyzőkönyv   | Jegyzőkönyv                                                                             |
| --- | ----------- | --------------------------------- | ------------- | --------------------------------------------------------------------------------------- |
| | Noora Räty  | Kapusok                           | Maddie Rooney | Játékvezetők: Nicole Hertrich Aina Hove Vonalbírók: Charlotte Girard Veronica Johansson |
| \| Hovi (Nieminen, Välimäki) – 19:54 \| 1–0 \| \| \| \| 1–1 \| 28:58 – Lamoureux \| \| \| 1–2 \| 31:29 – Coyne (Knight, Decker) \| \| \| 1–3 \| 59:47 – Cameranesi (Keller) (ENG) \| |             |                                   |               | Játékvezetők: Nicole Hertrich Aina Hove Vonalbírók: Charlotte Girard Veronica Johansson |
| 8 perc | Büntetések  | 4 perc                            |               | Játékvezetők: Nicole Hertrich Aina Hove Vonalbírók: Charlotte Girard Veronica Johansson |
| 24 | Lövések     | 42                                |               | Játékvezetők: Nicole Hertrich Aina Hove Vonalbírók: Charlotte Girard Veronica Johansson |
| Hovi (Nieminen, Välimäki) – 19:54 | 1–0         |                                   |               | Játékvezetők: Nicole Hertrich Aina Hove Vonalbírók: Charlotte Girard Veronica Johansson |
| | 1–1         | 28:58 – Lamoureux                 |               | Játékvezetők: Nicole Hertrich Aina Hove Vonalbírók: Charlotte Girard Veronica Johansson |
| | 1–2         | 31:29 – Coyne (Knight, Decker)    |               | Játékvezetők: Nicole Hertrich Aina Hove Vonalbírók: Charlotte Girard Veronica Johansson |
| | 1–3         | 59:47 – Cameranesi (Keller) (ENG) |               |                                                                                         |

| 2018. február 11. 21:10 (13:10) | Kanada (CAN) | 5–0 (0–0, 3–0, 2–0) | Olimpikonok Oroszországból (OAR) | Kwandong Hockey Center, Phjongcshang Nézőszám: 3912 |

| Jegyzőkönyv | Jegyzőkönyv        | Jegyzőkönyv | Jegyzőkönyv                                | Jegyzőkönyv                                                                              |
| --- | ------------------ | ----------- | ------------------------------------------ | ---------------------------------------------------------------------------------------- |
| | Ann-Renée Desbiens | Kapusok     | Nagyezsda Morozova Nagyezsda Alekszandrova | Játékvezetők: Nikoleta Celárová Katarina Timglas Vonalbírók: Jenni Heikkinen Lisa Linnek |
| \| Johnston (Jenner, Saulnier) – 21:55 \| 1–0 \| \| \| Irwin (Johnston) (PP) – 24:13 \| 2–0 \| \| \| Daoust (Agosta, Poulin) – 35:58 \| 3–0 \| \| \| Johnston (Lacquette, Poulin) (PP2) – 48:41 \| 4–0 \| \| \| Daoust (Poulin) – 50:44 \| 5–0 \| \| |                    |             |                                            | Játékvezetők: Nikoleta Celárová Katarina Timglas Vonalbírók: Jenni Heikkinen Lisa Linnek |
| 4 perc | Büntetések         | 14 perc     |                                            | Játékvezetők: Nikoleta Celárová Katarina Timglas Vonalbírók: Jenni Heikkinen Lisa Linnek |
| 48 | Lövések            | 18          |                                            | Játékvezetők: Nikoleta Celárová Katarina Timglas Vonalbírók: Jenni Heikkinen Lisa Linnek |
| Johnston (Jenner, Saulnier) – 21:55 | 1–0                |             |                                            | Játékvezetők: Nikoleta Celárová Katarina Timglas Vonalbírók: Jenni Heikkinen Lisa Linnek |
| Irwin (Johnston) (PP) – 24:13 | 2–0                |             |                                            | Játékvezetők: Nikoleta Celárová Katarina Timglas Vonalbírók: Jenni Heikkinen Lisa Linnek |
| Daoust (Agosta, Poulin) – 35:58 | 3–0                |             |                                            | Játékvezetők: Nikoleta Celárová Katarina Timglas Vonalbírók: Jenni Heikkinen Lisa Linnek |
| Johnston (Lacquette, Poulin) (PP2) – 48:41 | 4–0                |             |                                            |                                                                                          |
| Daoust (Poulin) – 50:44 | 5–0                |             |                                            |                                                                                          |

| 2018. február 13. 16:40 (8:40) | Kanada (CAN) | 4–1 (2–0, 2–0, 0–1) | Finnország (FIN) | Kwandong Hockey Center, Phjongcshang Nézőszám: 3879 |

| Jegyzőkönyv | Jegyzőkönyv      | Jegyzőkönyv                       | Jegyzőkönyv | Jegyzőkönyv                                                                             |
| --- | ---------------- | --------------------------------- | ----------- | --------------------------------------------------------------------------------------- |
| | Shannon Szabados | Kapusok                           | Noora Räty  | Játékvezetők: Dina Allena Melissa Szkola Vonalbírók: Veronica Johansson Jessica Leclerc |
| \| Agosta (Daoust) – 00:35 \| 1–0 \| \| \| Poulin – 17:11 \| 2–0 \| \| \| Daoust (Fortino, Agosta) – 28:19 \| 3–0 \| \| \| Saulnier (Johnston) – 38:26 \| 4–0 \| \| \| \| 4–1 \| 47:17 – Välilä (Tapani, Karvinen) \| |                  |                                   |             | Játékvezetők: Dina Allena Melissa Szkola Vonalbírók: Veronica Johansson Jessica Leclerc |
| 8 perc | Büntetések       | 10 perc                           |             | Játékvezetők: Dina Allena Melissa Szkola Vonalbírók: Veronica Johansson Jessica Leclerc |
| 32 | Lövések          | 23                                |             | Játékvezetők: Dina Allena Melissa Szkola Vonalbírók: Veronica Johansson Jessica Leclerc |
| Agosta (Daoust) – 00:35 | 1–0              |                                   |             | Játékvezetők: Dina Allena Melissa Szkola Vonalbírók: Veronica Johansson Jessica Leclerc |
| Poulin – 17:11 | 2–0              |                                   |             | Játékvezetők: Dina Allena Melissa Szkola Vonalbírók: Veronica Johansson Jessica Leclerc |
| Daoust (Fortino, Agosta) – 28:19 | 3–0              |                                   |             | Játékvezetők: Dina Allena Melissa Szkola Vonalbírók: Veronica Johansson Jessica Leclerc |
| Saulnier (Johnston) – 38:26 | 4–0              |                                   |             |                                                                                         |
| | 4–1              | 47:17 – Välilä (Tapani, Karvinen) |             |                                                                                         |

| 2018. február 13. 21:10 (13:10) | Egyesült Államok (USA) | 5–0 (1–0, 3–0, 1–0) | Olimpikonok Oroszországból (OAR) | Kwandong Hockey Center, Phjongcshang Nézőszám: 3797 |

| Jegyzőkönyv | Jegyzőkönyv    | Jegyzőkönyv | Jegyzőkönyv                            | Jegyzőkönyv                                                                                          |
| --- | -------------- | ----------- | -------------------------------------- | --- |
| | Nicole Hensley | Kapusok     | Valerija Tarakanova Nagyezsda Morozova | Játékvezetők: Gabrielle Ariano-Lortie Gabriella Gran Vonalbírók: Zuzana Svobodová Johanna Tauriainen |
| \| Bellamy (Lamoureux-Davidson, Marvin) – 08:02 \| 1–0 \| \| \| Lamoureux-Davidson (Lamoureux-Morando) – 31:46 \| 2–0 \| \| \| Lamoureux-Davidson – 31:52 \| 3–0 \| \| \| Marvin (Pelkey, Duggan) – 34:38 \| 4–0 \| \| \| Brandt (Cameranesi, Keller) – 58:23 \| 5–0 \| \| |                |             |                                        | Játékvezetők: Gabrielle Ariano-Lortie Gabriella Gran Vonalbírók: Zuzana Svobodová Johanna Tauriainen |
| 2 perc | Büntetések     | 6 perc      |                                        | Játékvezetők: Gabrielle Ariano-Lortie Gabriella Gran Vonalbírók: Zuzana Svobodová Johanna Tauriainen |
| 50 | Lövések        | 13          |                                        | Játékvezetők: Gabrielle Ariano-Lortie Gabriella Gran Vonalbírók: Zuzana Svobodová Johanna Tauriainen |
| Bellamy (Lamoureux-Davidson, Marvin) – 08:02 | 1–0            |             |                                        | Játékvezetők: Gabrielle Ariano-Lortie Gabriella Gran Vonalbírók: Zuzana Svobodová Johanna Tauriainen |
| Lamoureux-Davidson (Lamoureux-Morando) – 31:46 | 2–0            |             |                                        | Játékvezetők: Gabrielle Ariano-Lortie Gabriella Gran Vonalbírók: Zuzana Svobodová Johanna Tauriainen |
| Lamoureux-Davidson – 31:52 | 3–0            |             |                                        | Játékvezetők: Gabrielle Ariano-Lortie Gabriella Gran Vonalbírók: Zuzana Svobodová Johanna Tauriainen |
| Marvin (Pelkey, Duggan) – 34:38 | 4–0            |             |                                        | |
| Brandt (Cameranesi, Keller) – 58:23 | 5–0            |             |                                        | |

| 2018. február 15. 12:10 (4:10) | Egyesült Államok (USA) | 1–2 (0–0, 0–2, 1–0) | Kanada (CAN) | Kwandong Hockey Center, Phjongcshang Nézőszám: 3885 |

| Jegyzőkönyv | Jegyzőkönyv   | Jegyzőkönyv                           | Jegyzőkönyv       | Jegyzőkönyv                                                                             |
| --- | ------------- | ------------------------------------- | ----------------- | --------------------------------------------------------------------------------------- |
| | Maddie Rooney | Kapusok                               | Geneviève Lacasse | Játékvezetők: Aina Hove Katarina Timglas Vonalbírók: Jenni Heikkinen Veronica Johansson |
| \| \| 0–1 \| 27:18 – Agosta (Spooner, Jenner) (PP) \| \| \| 0–2 \| 34:56 – Nurse (Larocque) \| \| Coyne (Decker) – 40:23 \| 1–2 \| \| |               |                                       |                   | Játékvezetők: Aina Hove Katarina Timglas Vonalbírók: Jenni Heikkinen Veronica Johansson |
| 12 perc | Büntetések    | 8 perc                                |                   | Játékvezetők: Aina Hove Katarina Timglas Vonalbírók: Jenni Heikkinen Veronica Johansson |
| 45 | Lövések       | 23                                    |                   | Játékvezetők: Aina Hove Katarina Timglas Vonalbírók: Jenni Heikkinen Veronica Johansson |
| | 0–1           | 27:18 – Agosta (Spooner, Jenner) (PP) |                   | Játékvezetők: Aina Hove Katarina Timglas Vonalbírók: Jenni Heikkinen Veronica Johansson |
| | 0–2           | 34:56 – Nurse (Larocque)              |                   | Játékvezetők: Aina Hove Katarina Timglas Vonalbírók: Jenni Heikkinen Veronica Johansson |
| Coyne (Decker) – 40:23 | 1–2           |                                       |                   | Játékvezetők: Aina Hove Katarina Timglas Vonalbírók: Jenni Heikkinen Veronica Johansson |

| 2018. február 15. 16:40 (8:40) | Olimpikonok Oroszországból (OAR) | 1–5 (0–1, 0–2, 1–2) | Finnország (FIN) | Kwandong Hockey Center, Phjongcshang Nézőszám: 3353 |

| Jegyzőkönyv | Jegyzőkönyv        | Jegyzőkönyv                                  | Jegyzőkönyv | Jegyzőkönyv                                                                       |
| --- | ------------------ | -------------------------------------------- | ----------- | --------------------------------------------------------------------------------- |
| | Nagyezsda Morozova | Kapusok                                      | Noora Räty  | Játékvezetők: Nicole Hertrich Melissa Szkola Vonalbírók: Lisa Linnek Justine Todd |
| \| \| 0–1 \| 17:47 – Karvinen (Hiirikoski) (PP) \| \| \| 0–2 \| 20:20 – Karvinen (Nuutinen, Välilä) \| \| \| 0–3 \| 39:08 – Välilä \| \| Sohina (Beljakova) – 44:50 \| 1–3 \| \| \| \| 1–4 \| 52:49 – Tuominen (Hiirikoski, Nieminen) (PP) \| \| \| 1–5 \| 55:33 – Nieminen \| |                    |                                              |             | Játékvezetők: Nicole Hertrich Melissa Szkola Vonalbírók: Lisa Linnek Justine Todd |
| 8 perc | Büntetések         | 4 perc                                       |             | Játékvezetők: Nicole Hertrich Melissa Szkola Vonalbírók: Lisa Linnek Justine Todd |
| 25 | Lövések            | 37                                           |             | Játékvezetők: Nicole Hertrich Melissa Szkola Vonalbírók: Lisa Linnek Justine Todd |
| | 0–1                | 17:47 – Karvinen (Hiirikoski) (PP)           |             | Játékvezetők: Nicole Hertrich Melissa Szkola Vonalbírók: Lisa Linnek Justine Todd |
| | 0–2                | 20:20 – Karvinen (Nuutinen, Välilä)          |             | Játékvezetők: Nicole Hertrich Melissa Szkola Vonalbírók: Lisa Linnek Justine Todd |
| | 0–3                | 39:08 – Välilä                               |             | Játékvezetők: Nicole Hertrich Melissa Szkola Vonalbírók: Lisa Linnek Justine Todd |
| Sohina (Beljakova) – 44:50 | 1–3                |                                              |             |                                                                                   |
| | 1–4                | 52:49 – Tuominen (Hiirikoski, Nieminen) (PP) |             |                                                                                   |
| | 1–5                | 55:33 – Nieminen                             |             |                                                                                   |

### B csoport
| Hely. | Csapat     | M | Gy | HGy | HV | V | G+ | G– | Gk  | P | Továbbjutás                  |
| ----- | ---------- | - | -- | --- | -- | - | -- | -- | --- | - | ---------------------------- |
| 1.    | Svájc      | 3 | 3  | 0   | 0  | 0 | 13 | 2  | +11 | 9 | Továbbjutott a negyeddöntőbe |
| 2.    | Svédország | 3 | 2  | 0   | 0  | 1 | 11 | 3  | +8  | 6 | Továbbjutott a negyeddöntőbe |
| 3.    | Japán      | 3 | 1  | 0   | 0  | 2 | 6  | 6  | 0   | 3 | Az 5–8. helyért játszhatott  |
| 4.    | Korea      | 3 | 0  | 0   | 0  | 3 | 1  | 20 | −19 | 0 | Az 5–8. helyért játszhatott  |

| 2018. február 10. 16:40 (8:40) | Japán (JPN) | 1–2 (0–1, 1–0, 0–1) | Svédország (SWE) | Kwandong Hockey Center, Phjongcshang Nézőszám: 3762 |

| Jegyzőkönyv | Jegyzőkönyv   | Jegyzőkönyv                     | Jegyzőkönyv | Jegyzőkönyv                                                                       |
| --- | ------------- | ------------------------------- | ----------- | --------------------------------------------------------------------------------- |
| | Nana Fujimoto | Kapusok                         | Sara Grahn  | Játékvezetők: Katie Guay Melissa Szkola Vonalbírók: Nataša Pagon Zuzana Svobodová |
| \| \| 0–1 \| 02:21 – Rask (Küller, Carlsson) \| \| Ukita (Kubo) – 36:52 \| 1–1 \| \| \| \| 1–2 \| 41:53 – Hjalmarsson (Grahm) \| |               |                                 |             | Játékvezetők: Katie Guay Melissa Szkola Vonalbírók: Nataša Pagon Zuzana Svobodová |
| 2 perc | Büntetések    | 8 perc                          |             | Játékvezetők: Katie Guay Melissa Szkola Vonalbírók: Nataša Pagon Zuzana Svobodová |
| 31 | Lövések       | 26                              |             | Játékvezetők: Katie Guay Melissa Szkola Vonalbírók: Nataša Pagon Zuzana Svobodová |
| | 0–1           | 02:21 – Rask (Küller, Carlsson) |             | Játékvezetők: Katie Guay Melissa Szkola Vonalbírók: Nataša Pagon Zuzana Svobodová |
| Ukita (Kubo) – 36:52 | 1–1           |                                 |             | Játékvezetők: Katie Guay Melissa Szkola Vonalbírók: Nataša Pagon Zuzana Svobodová |
| | 1–2           | 41:53 – Hjalmarsson (Grahm)     |             | Játékvezetők: Katie Guay Melissa Szkola Vonalbírók: Nataša Pagon Zuzana Svobodová |

| 2018. február 10. 21:10 (13:10) | Svájc (SUI) | 8–0 (3–0, 3–0, 2–0) | Korea (COR) | Kwandong Hockey Center, Phjongcshang Nézőszám: 3606 |

| Jegyzőkönyv | Jegyzőkönyv        | Jegyzőkönyv | Jegyzőkönyv  | Jegyzőkönyv                                                                               |
| --- | ------------------ | ----------- | ------------ | ----------------------------------------------------------------------------------------- |
| | Florence Schelling | Kapusok     | Shin So-jung | Játékvezetők: Dina Allen Gabrielle Ariano-Lortie Vonalbírók: Jessica Leclerc Justine Todd |
| \| Müller (S. Benz) (SH) – 10:23 \| 1–0 \| \| \| Müller (S. Benz, Stalder) – 11:24 \| 2–0 \| \| \| Müller (S. Benz, Meier) – 19:49 \| 3–0 \| \| \| Müller – 21:26 \| 4–0 \| \| \| Stänz (Raselli) – 22:21 \| 5–0 \| \| \| Stänz (Raselli) – 37:19 \| 6–0 \| \| \| Stalder (Meier, Müller) (PP) – 49:42 \| 7–0 \| \| \| Stalder (Müller) – 51:48 \| 8–0 \| \| |                    |             |              | Játékvezetők: Dina Allen Gabrielle Ariano-Lortie Vonalbírók: Jessica Leclerc Justine Todd |
| 12 perc | Büntetések         | 6 perc      |              | Játékvezetők: Dina Allen Gabrielle Ariano-Lortie Vonalbírók: Jessica Leclerc Justine Todd |
| 52 | Lövések            | 8           |              | Játékvezetők: Dina Allen Gabrielle Ariano-Lortie Vonalbírók: Jessica Leclerc Justine Todd |
| Müller (S. Benz) (SH) – 10:23 | 1–0                |             |              | Játékvezetők: Dina Allen Gabrielle Ariano-Lortie Vonalbírók: Jessica Leclerc Justine Todd |
| Müller (S. Benz, Stalder) – 11:24 | 2–0                |             |              | Játékvezetők: Dina Allen Gabrielle Ariano-Lortie Vonalbírók: Jessica Leclerc Justine Todd |
| Müller (S. Benz, Meier) – 19:49 | 3–0                |             |              | Játékvezetők: Dina Allen Gabrielle Ariano-Lortie Vonalbírók: Jessica Leclerc Justine Todd |
| Müller – 21:26 | 4–0                |             |              |                                                                                           |
| Stänz (Raselli) – 22:21 | 5–0                |             |              |                                                                                           |
| Stänz (Raselli) – 37:19 | 6–0                |             |              |                                                                                           |
| Stalder (Meier, Müller) (PP) – 49:42 | 7–0                |             |              |                                                                                           |
| Stalder (Müller) – 51:48 | 8–0                |             |              |                                                                                           |

| 2018. február 12. 16:40 (8:40) | Svájc (SUI) | 3–1 (0–0, 2–0, 1–1) | Japán (JPN) | Kwandong Hockey Center, Phjongcshang Nézőszám: 4033 |

| Jegyzőkönyv | Jegyzőkönyv        | Jegyzőkönyv                  | Jegyzőkönyv   | Jegyzőkönyv                                                                     |
| --- | ------------------ | ---------------------------- | ------------- | ------------------------------------------------------------------------------- |
| | Florence Schelling | Kapusok                      | Nana Fujimoto | Játékvezetők: Gabriella Gran Aina Hove Vonalbírók: Jenni Heikkinen Natasa Pagon |
| \| S. Benz (Rüegg, L. Benz) (PP) – 30:19 \| 1–0 \| \| \| S. Benz (Meier) (PP) – 33:10 \| 2–0 \| \| \| Müller – 44:27 \| 3–0 \| \| \| \| 3–1 \| 47:33 – Kubo (Hori, H. Toko) \| |                    |                              |               | Játékvezetők: Gabriella Gran Aina Hove Vonalbírók: Jenni Heikkinen Natasa Pagon |
| 10 min perc | Büntetések         | 8 min perc                   |               | Játékvezetők: Gabriella Gran Aina Hove Vonalbírók: Jenni Heikkinen Natasa Pagon |
| 18 | Lövések            | 38                           |               | Játékvezetők: Gabriella Gran Aina Hove Vonalbírók: Jenni Heikkinen Natasa Pagon |
| S. Benz (Rüegg, L. Benz) (PP) – 30:19 | 1–0                |                              |               | Játékvezetők: Gabriella Gran Aina Hove Vonalbírók: Jenni Heikkinen Natasa Pagon |
| S. Benz (Meier) (PP) – 33:10 | 2–0                |                              |               | Játékvezetők: Gabriella Gran Aina Hove Vonalbírók: Jenni Heikkinen Natasa Pagon |
| Müller – 44:27 | 3–0                |                              |               | Játékvezetők: Gabriella Gran Aina Hove Vonalbírók: Jenni Heikkinen Natasa Pagon |
| | 3–1                | 47:33 – Kubo (Hori, H. Toko) |               |                                                                                 |

| 2018. február 12. 21:10 (13:10) | Svédország (SWE) | 8–0 (4–0, 1–0, 3–0) | Korea (COR) | Kwandong Hockey Center, Phjongcshang Nézőszám: 4244 |

| Jegyzőkönyv | Jegyzőkönyv | Jegyzőkönyv | Jegyzőkönyv  | Jegyzőkönyv                                                                                            |
| --- | ----------- | ----------- | ------------ | --- |
| | Sara Grahn  | Kapusok     | Shin So-jung | Játékvezetők: Gabrielle Ariano-Lortie Drahomira Fialova Vonalbírók: Johanna Tauriainen Jessica Leclerc |
| \| Nylén Persson (Alasalmi) (PP) – 04:00 \| 1–0 \| \| \| Lundberg (Rask, Grahm) – 09:47 \| 2–0 \| \| \| Fällman (Rask, Küller) – 10:17 \| 3–0 \| \| \| Udén Johansson (Johansson) – 17:04 \| 4–0 \| \| \| Winberg (Lundberg, Alasalmi) – 24:08 \| 5–0 \| \| \| Nordin (Winberg) – 41:09 \| 6–0 \| \| \| Winberg (Grahm, Nordin) – 41:45 \| 7–0 \| \| \| Stenberg (Winberg) – 45:34 \| 8–0 \| \| |             |             |              | Játékvezetők: Gabrielle Ariano-Lortie Drahomira Fialova Vonalbírók: Johanna Tauriainen Jessica Leclerc |
| 8 perc | Büntetések  | 6 perc      |              | Játékvezetők: Gabrielle Ariano-Lortie Drahomira Fialova Vonalbírók: Johanna Tauriainen Jessica Leclerc |
| 50 | Lövések     | 19          |              | Játékvezetők: Gabrielle Ariano-Lortie Drahomira Fialova Vonalbírók: Johanna Tauriainen Jessica Leclerc |
| Nylén Persson (Alasalmi) (PP) – 04:00 | 1–0         |             |              | Játékvezetők: Gabrielle Ariano-Lortie Drahomira Fialova Vonalbírók: Johanna Tauriainen Jessica Leclerc |
| Lundberg (Rask, Grahm) – 09:47 | 2–0         |             |              | Játékvezetők: Gabrielle Ariano-Lortie Drahomira Fialova Vonalbírók: Johanna Tauriainen Jessica Leclerc |
| Fällman (Rask, Küller) – 10:17 | 3–0         |             |              | Játékvezetők: Gabrielle Ariano-Lortie Drahomira Fialova Vonalbírók: Johanna Tauriainen Jessica Leclerc |
| Udén Johansson (Johansson) – 17:04 | 4–0         |             |              | |
| Winberg (Lundberg, Alasalmi) – 24:08 | 5–0         |             |              | |
| Nordin (Winberg) – 41:09 | 6–0         |             |              | |
| Winberg (Grahm, Nordin) – 41:45 | 7–0         |             |              | |
| Stenberg (Winberg) – 45:34 | 8–0         |             |              | |

| 2018. február 14. 12:10 (4:10) | Svédország (SWE) | 1–2 (0–0, 0–1, 1–1) | Svájc (SUI) | Kwandong Hockey Center, Phjongcshang Nézőszám: 3545 |

| Jegyzőkönyv | Jegyzőkönyv | Jegyzőkönyv                          | Jegyzőkönyv        | Jegyzőkönyv                                                                               |
| --- | ----------- | ------------------------------------ | ------------------ | ----------------------------------------------------------------------------------------- |
| | Sara Grahn  | Kapusok                              | Florence Schelling | Játékvezetők: Nikoleta Celárová Katie Guay Vonalbírók: Charlotte Girard Fabre Lisa Linnek |
| \| \| 0–1 \| 33:51 – Müller (Meier, Stalder) (PP) \| \| Borgqvist (Olsson, Nylén Persson) (PP) – 47:35 \| 1–1 \| \| \| \| 1–2 \| 51:28 – Stänz (Meier, Müller) (PP) \| |             |                                      |                    | Játékvezetők: Nikoleta Celárová Katie Guay Vonalbírók: Charlotte Girard Fabre Lisa Linnek |
| 12 perc | Büntetések  | 8 perc                               |                    | Játékvezetők: Nikoleta Celárová Katie Guay Vonalbírók: Charlotte Girard Fabre Lisa Linnek |
| 34 | Lövések     | 47                                   |                    | Játékvezetők: Nikoleta Celárová Katie Guay Vonalbírók: Charlotte Girard Fabre Lisa Linnek |
| | 0–1         | 33:51 – Müller (Meier, Stalder) (PP) |                    | Játékvezetők: Nikoleta Celárová Katie Guay Vonalbírók: Charlotte Girard Fabre Lisa Linnek |
| Borgqvist (Olsson, Nylén Persson) (PP) – 47:35 | 1–1         |                                      |                    | Játékvezetők: Nikoleta Celárová Katie Guay Vonalbírók: Charlotte Girard Fabre Lisa Linnek |
| | 1–2         | 51:28 – Stänz (Meier, Müller) (PP)   |                    | Játékvezetők: Nikoleta Celárová Katie Guay Vonalbírók: Charlotte Girard Fabre Lisa Linnek |

| 2018. február 14. 16:40 (8:40) | Korea (COR) | 1–4 (0–2, 1–0, 0–2) | Japán (JPN) | Kwandong Hockey Center, Phjongcshang Nézőszám: 4110 |

| Jegyzőkönyv | Jegyzőkönyv  | Jegyzőkönyv                               | Jegyzőkönyv   | Jegyzőkönyv                                                                                  |
| --- | ------------ | ----------------------------------------- | ------------- | -------------------------------------------------------------------------------------------- |
| | Shin So-jung | Kapusok                                   | Konishi Akane | Játékvezetők: Drahomira Fialova Nicole Hertrich Vonalbírók: Jessica Leclerc Zuzana Svobodová |
| \| \| 0–1 \| 01:07 – Kubo (H. Toko, Ukita) \| \| \| 0–2 \| 03:58 – Ono (Koike, Yoneyama) (PP) \| \| Griffin (Park Yo.) – 29:31 \| 1–2 \| \| \| \| 1–3 \| 51:42 – Koike (Hosoyamada, Yoneyama) (PP) \| \| \| 1–4 \| 58:33 – Ukita (ENG) \| |              |                                           |               | Játékvezetők: Drahomira Fialova Nicole Hertrich Vonalbírók: Jessica Leclerc Zuzana Svobodová |
| 6 perc | Büntetések   | 4 perc                                    |               | Játékvezetők: Drahomira Fialova Nicole Hertrich Vonalbírók: Jessica Leclerc Zuzana Svobodová |
| 13 | Lövések      | 44                                        |               | Játékvezetők: Drahomira Fialova Nicole Hertrich Vonalbírók: Jessica Leclerc Zuzana Svobodová |
| | 0–1          | 01:07 – Kubo (H. Toko, Ukita)             |               | Játékvezetők: Drahomira Fialova Nicole Hertrich Vonalbírók: Jessica Leclerc Zuzana Svobodová |
| | 0–2          | 03:58 – Ono (Koike, Yoneyama) (PP)        |               | Játékvezetők: Drahomira Fialova Nicole Hertrich Vonalbírók: Jessica Leclerc Zuzana Svobodová |
| Griffin (Park Yo.) – 29:31 | 1–2          |                                           |               | Játékvezetők: Drahomira Fialova Nicole Hertrich Vonalbírók: Jessica Leclerc Zuzana Svobodová |
| | 1–3          | 51:42 – Koike (Hosoyamada, Yoneyama) (PP) |               |                                                                                              |
| | 1–4          | 58:33 – Ukita (ENG)                       |               |                                                                                              |

## Egyenes kieséses szakasz
|  |              |                                  |              |                                  |                                  |             |                                  |                  |                        |                        |               |               |               |
|  | Negyeddöntők | Negyeddöntők                     | Negyeddöntők |                                  |                                  | Elődöntők   | Elődöntők                        | Elődöntők        |                        |                        | Döntő         | Döntő         | Döntő         |
|  | Negyeddöntők | Negyeddöntők                     | Negyeddöntők |                                  |                                  | Elődöntők   | Elődöntők                        | Elődöntők        |                        |                        | Döntő         | Döntő         | Döntő         |
|  |              |                                  |              | február 19.                      |                                  |             |                                  |                  |                        |                        |               |               |               |
|  |              |                                  |              |                                  |                                  |             |                                  |                  |                        |                        |               |               |               |
|  | február 17.  | február 17.                      | február 17.  | A2                               | Egyesült Államok (USA)           | 5           |                                  |                  |                        |                        |               |               |               |
|  | február 17.  | február 17.                      | február 17.  | A2                               | Egyesült Államok (USA)           | 5           |                                  |                  |                        |                        |               |               |               |
|  | B2           | Svédország (SWE)                 | 2            |                                  |                                  |             | Finnország (FIN)                 | 0                |                        |                        | február 22.   | február 22.   | február 22.   |
|  | B2           | Svédország (SWE)                 | 2            |                                  |                                  |             | Finnország (FIN)                 | 0                |                        |                        | február 22.   | február 22.   | február 22.   |
|  | A3           | Finnország (FIN)                 | 7            |                                  |                                  |             |                                  |                  | Egyesült Államok (USA) | Egyesült Államok (USA) | 3             |               |               |
|  | A3           | Finnország (FIN)                 | 7            |                                  |                                  |             |                                  |                  | Egyesült Államok (USA) | Egyesült Államok (USA) | 3             |               |               |
|  |              |                                  |              | február 19.                      | február 19.                      | február 19. |                                  |                  | Kanada (CAN)           | Kanada (CAN)           | 2             |               |               |
|  |              |                                  |              | február 19.                      | február 19.                      | február 19. |                                  |                  | Kanada (CAN)           | Kanada (CAN)           | 2             |               |               |
|  | február 17.  | február 17.                      | február 17.  | A1                               | Kanada (CAN)                     | 5           |                                  |                  |                        |                        |               |               |               |
|  | február 17.  | február 17.                      | február 17.  | A1                               | Kanada (CAN)                     | 5           |                                  |                  |                        |                        |               |               |               |
|  | A4           | Olimpikonok Oroszországból (OAR) | 6            |                                  |                                  |             | Olimpikonok Oroszországból (OAR) | 0                |                        |                        | Bronzmérkőzés | Bronzmérkőzés | Bronzmérkőzés |
|  | A4           | Olimpikonok Oroszországból (OAR) | 6            |                                  |                                  |             | Olimpikonok Oroszországból (OAR) | 0                |                        |                        | Bronzmérkőzés | Bronzmérkőzés | Bronzmérkőzés |
|  | B1           | Svájc (SUI)                      | 2            |                                  |                                  |             |                                  |                  | február 21.            | február 21.            | február 21.   |               |               |
|  | B1           | Svájc (SUI)                      | 2            |                                  |                                  |             |                                  |                  | február 21.            | február 21.            | február 21.   |               |               |
|  |              |                                  |              |                                  |                                  |             | Finnország (FIN)                 | Finnország (FIN) | 5                      |                        |               |               |               |
|  |              |                                  |              |                                  |                                  |             | Finnország (FIN)                 | Finnország (FIN) | 5                      |                        |               |               |               |
|  |              |                                  |              | Olimpikonok Oroszországból (OAR) | Olimpikonok Oroszországból (OAR) | 0           |                                  |                  |                        |                        |               |               |               |
|  |              |                                  |              | Olimpikonok Oroszországból (OAR) | Olimpikonok Oroszországból (OAR) | 0           |                                  |                  |                        |                        |               |               |               |
|  |              |                                  |              |                                  |                                  |             |                                  |                  |                        |                        |               |               |               |

### Negyeddöntők
| 2018. február 17. 12:10 (4:10) | Olimpikonok Oroszországból (OAR) | 6–2 (1–0, 2–2, 3–0) | Svájc (SUI) | Kwandong Hockey Center, Phjongcshang Nézőszám: 3903 |

| Jegyzőkönyv | Jegyzőkönyv        | Jegyzőkönyv                         | Jegyzőkönyv        | Jegyzőkönyv                                                                                          |
| --- | ------------------ | ----------------------------------- | ------------------ | --- |
| | Nagyezsda Morozova | Kapusok                             | Florence Schelling | Játékvezetők: Nikoleta Celárová Gabriella Gran Vonalbírók: Charlotte Girard-Fabre Johanna Tauriainen |
| \| Sohina (SH2) – 07:22 \| 1–0 \| \| \| \| 1–1 \| 20:48 – Müller (Meier) \| \| \| 1–2 \| 31:47 – Stalder (Stänz, Meier) (PP) \| \| Kulisova (Szmolina) – 33:53 \| 2–2 \| \| \| Ganyejeva (Sohina) (PP) – 38:53 \| 3–2 \| \| \| Dergacsova (Sohina) – 47:36 \| 4–2 \| \| \| Sohina (Dergacsova) (PP) – 53:25 \| 5–2 \| \| \| Szoszina (SH, ENG) – 59:08 \| 6–2 \| \| |                    |                                     |                    | Játékvezetők: Nikoleta Celárová Gabriella Gran Vonalbírók: Charlotte Girard-Fabre Johanna Tauriainen |
| 12 perc | Büntetések         | 8 perc                              |                    | Játékvezetők: Nikoleta Celárová Gabriella Gran Vonalbírók: Charlotte Girard-Fabre Johanna Tauriainen |
| 21 | Lövések            | 19                                  |                    | Játékvezetők: Nikoleta Celárová Gabriella Gran Vonalbírók: Charlotte Girard-Fabre Johanna Tauriainen |
| Sohina (SH2) – 07:22 | 1–0                |                                     |                    | Játékvezetők: Nikoleta Celárová Gabriella Gran Vonalbírók: Charlotte Girard-Fabre Johanna Tauriainen |
| | 1–1                | 20:48 – Müller (Meier)              |                    | Játékvezetők: Nikoleta Celárová Gabriella Gran Vonalbírók: Charlotte Girard-Fabre Johanna Tauriainen |
| | 1–2                | 31:47 – Stalder (Stänz, Meier) (PP) |                    | Játékvezetők: Nikoleta Celárová Gabriella Gran Vonalbírók: Charlotte Girard-Fabre Johanna Tauriainen |
| Kulisova (Szmolina) – 33:53 | 2–2                |                                     |                    | |
| Ganyejeva (Sohina) (PP) – 38:53 | 3–2                |                                     |                    | |
| Dergacsova (Sohina) – 47:36 | 4–2                |                                     |                    | |
| Sohina (Dergacsova) (PP) – 53:25 | 5–2                |                                     |                    | |
| Szoszina (SH, ENG) – 59:08 | 6–2                |                                     |                    | |

| 2018. február 17. 16:40 (8:40) | Finnország (FIN) | 7–2 (3–0, 2–2, 2–0) | Svédország (SWE) | Kwandong Hockey Center, Phjongcshang Nézőszám: 3803 |

| Jegyzőkönyv | Jegyzőkönyv | Jegyzőkönyv                            | Jegyzőkönyv               | Jegyzőkönyv                                                                          |
| --- | ----------- | -------------------------------------- | ------------------------- | ------------------------------------------------------------------------------------ |
| | Noora Räty  | Kapusok                                | Sara Grahn Sarah Berglind | Játékvezetők: Drahomira Fialova Katie Guay Vonalbírók: Natasa Pagon Zuzana Svobodová |
| \| Nieminen (Hovi) – 06:12 \| 1–0 \| \| \| Välilä (Rahunen) – 15:32 \| 2–0 \| \| \| Tapani (Tulus, Välimäki) (PP) – 17:44 \| 3–0 \| \| \| Karvinen (Tuominen, Savolainen) – 27:14 \| 4–0 \| \| \| \| 4–1 \| 28:53 – Nordin (Grahm, Svedin) \| \| Välilä (Karvinen, Tapani) – 29:29 \| 5–1 \| \| \| \| 5–2 \| 39:12 – Stenberg (Nyhlén-Persson) (SH) \| \| Nuutinen (Tulus, Rahunen) - 44:35 \| 6–2 \| \| \| Hakala (Rajahuhta) - 57:47 \| 7–2 \| \| |             |                                        |                           | Játékvezetők: Drahomira Fialova Katie Guay Vonalbírók: Natasa Pagon Zuzana Svobodová |
| 4 perc | Büntetések  | 12 perc                                |                           | Játékvezetők: Drahomira Fialova Katie Guay Vonalbírók: Natasa Pagon Zuzana Svobodová |
| 31 | Lövések     | 21                                     |                           | Játékvezetők: Drahomira Fialova Katie Guay Vonalbírók: Natasa Pagon Zuzana Svobodová |
| Nieminen (Hovi) – 06:12 | 1–0         |                                        |                           | Játékvezetők: Drahomira Fialova Katie Guay Vonalbírók: Natasa Pagon Zuzana Svobodová |
| Välilä (Rahunen) – 15:32 | 2–0         |                                        |                           | Játékvezetők: Drahomira Fialova Katie Guay Vonalbírók: Natasa Pagon Zuzana Svobodová |
| Tapani (Tulus, Välimäki) (PP) – 17:44 | 3–0         |                                        |                           | Játékvezetők: Drahomira Fialova Katie Guay Vonalbírók: Natasa Pagon Zuzana Svobodová |
| Karvinen (Tuominen, Savolainen) – 27:14 | 4–0         |                                        |                           |                                                                                      |
| | 4–1         | 28:53 – Nordin (Grahm, Svedin)         |                           |                                                                                      |
| Välilä (Karvinen, Tapani) – 29:29 | 5–1         |                                        |                           |                                                                                      |
| | 5–2         | 39:12 – Stenberg (Nyhlén-Persson) (SH) |                           |                                                                                      |
| Nuutinen (Tulus, Rahunen) - 44:35 | 6–2         |                                        |                           |                                                                                      |
| Hakala (Rajahuhta) - 57:47 | 7–2         |                                        |                           |                                                                                      |

### Az 5–8. helyért
| 2018. február 18. 12:10 (4:10) | Svájc (SUI) | 2–0 (1–0, 1–0, 0–0) | Korea (COR) | Kwandong Hockey Center, Phjongcshang Nézőszám: 3811 |

| Jegyzőkönyv                                                                                           | Jegyzőkönyv  | Jegyzőkönyv | Jegyzőkönyv  | Jegyzőkönyv                                                                                           |
| --- | ------------ | ----------- | ------------ | --- |
| | Janine Alder | Kapusok     | Shin So-jung | Játékvezetők: Gabrielle Ariano-Lortie Katarina Timglas Vonalbírók: Jenni Heikkinen Veronica Johansson |
| \| Zollinger (Bullo, Benz) (PP) – 16:35 \| 1–0 \| \| \| Raselli (Rüegg, Altmann) – 38:52 \| 2–0 \| \| |              |             |              | Játékvezetők: Gabrielle Ariano-Lortie Katarina Timglas Vonalbírók: Jenni Heikkinen Veronica Johansson |
| 2 perc                                                                                                | Büntetések   | 8 perc      |              | Játékvezetők: Gabrielle Ariano-Lortie Katarina Timglas Vonalbírók: Jenni Heikkinen Veronica Johansson |
| 53 | Lövések      | 19          |              | Játékvezetők: Gabrielle Ariano-Lortie Katarina Timglas Vonalbírók: Jenni Heikkinen Veronica Johansson |
| Zollinger (Bullo, Benz) (PP) – 16:35                                                                  | 1–0          |             |              | Játékvezetők: Gabrielle Ariano-Lortie Katarina Timglas Vonalbírók: Jenni Heikkinen Veronica Johansson |
| Raselli (Rüegg, Altmann) – 38:52                                                                      | 2–0          |             |              | Játékvezetők: Gabrielle Ariano-Lortie Katarina Timglas Vonalbírók: Jenni Heikkinen Veronica Johansson |

| 2018. február 18. 16:40 (8:40) | Svédország (SWE) | 1–2 (h.u.) (0–0, 1–1, 0–0, 0–1) | Japán (JPN) | Kwandong Hockey Center, Phjongcshang Nézőszám: 3554 |

| Jegyzőkönyv | Jegyzőkönyv | Jegyzőkönyv                   | Jegyzőkönyv   | Jegyzőkönyv                                                                 |
| --- | ----------- | ----------------------------- | ------------- | --------------------------------------------------------------------------- |
| | Sara Grahn  | Kapusok                       | Nana Fujimoto | Játékvezetők: Dina Allen Aina Hove Vonalbírók: Jessica Leclerc Justine Todd |
| \| \| 0–1 \| 21:43 – Koike (Yoneyama, Ono) \| \| Johansson (SH) – 26:25 \| 1–1 \| \| \| \| 1–2 \| 63:16 – Toko (Osawa) \| |             |                               |               | Játékvezetők: Dina Allen Aina Hove Vonalbírók: Jessica Leclerc Justine Todd |
| 10 perc | Büntetések  | 8 perc                        |               | Játékvezetők: Dina Allen Aina Hove Vonalbírók: Jessica Leclerc Justine Todd |
| 29 | Lövések     | 37                            |               | Játékvezetők: Dina Allen Aina Hove Vonalbírók: Jessica Leclerc Justine Todd |
| | 0–1         | 21:43 – Koike (Yoneyama, Ono) |               | Játékvezetők: Dina Allen Aina Hove Vonalbírók: Jessica Leclerc Justine Todd |
| Johansson (SH) – 26:25 | 1–1         |                               |               | Játékvezetők: Dina Allen Aina Hove Vonalbírók: Jessica Leclerc Justine Todd |
| | 1–2         | 63:16 – Toko (Osawa)          |               | Játékvezetők: Dina Allen Aina Hove Vonalbírók: Jessica Leclerc Justine Todd |

### Elődöntők
| 2018. február 19. 13:10 (5:10) | Egyesült Államok (USA) | 5–0 (2–0, 2–0, 1–0) | Finnország (FIN) | Kwandong Hockey Center, Phjongcshang Nézőszám: 5173 |

| Jegyzőkönyv | Jegyzőkönyv   | Jegyzőkönyv | Jegyzőkönyv | Jegyzőkönyv                                                                           |
| --- | ------------- | ----------- | ----------- | ------------------------------------------------------------------------------------- |
| | Maddie Rooney | Kapusok     | Noora Räty  | Játékvezetők: Nikoleta Celárová Nicole Hertrich Vonalbírók: Nataša Pagon Justine Todd |
| \| Marvin (Duggan, Pelkey) – 02:25 \| 1–0 \| \| \| Cameranesi – 18:38 \| 2–0 \| \| \| Lamoureux (Pannek, Cameranesi) (PP2) – 33:21 \| 3–0 \| \| \| Knight (Morin, Coyne) (PP) – 33:55 \| 4–0 \| \| \| Cameranesi (Brandt, Kessel) (PP) – 40:45 \| 5–0 \| \| |               |             |             | Játékvezetők: Nikoleta Celárová Nicole Hertrich Vonalbírók: Nataša Pagon Justine Todd |
| 6 perc | Büntetések    | 12 perc     |             | Játékvezetők: Nikoleta Celárová Nicole Hertrich Vonalbírók: Nataša Pagon Justine Todd |
| 38 | Lövések       | 14          |             | Játékvezetők: Nikoleta Celárová Nicole Hertrich Vonalbírók: Nataša Pagon Justine Todd |
| Marvin (Duggan, Pelkey) – 02:25 | 1–0           |             |             | Játékvezetők: Nikoleta Celárová Nicole Hertrich Vonalbírók: Nataša Pagon Justine Todd |
| Cameranesi – 18:38 | 2–0           |             |             | Játékvezetők: Nikoleta Celárová Nicole Hertrich Vonalbírók: Nataša Pagon Justine Todd |
| Lamoureux (Pannek, Cameranesi) (PP2) – 33:21 | 3–0           |             |             | Játékvezetők: Nikoleta Celárová Nicole Hertrich Vonalbírók: Nataša Pagon Justine Todd |
| Knight (Morin, Coyne) (PP) – 33:55 | 4–0           |             |             |                                                                                       |
| Cameranesi (Brandt, Kessel) (PP) – 40:45 | 5–0           |             |             |                                                                                       |

| 2018. február 19. 21:10 (13:10) | Kanada (CAN) | 5–0 (1–0, 1–0, 3–0) | Olimpikonok Oroszországból (OAR) | Kwandong Hockey Center, Phjongcshang Nézőszám: 3396 |

| Jegyzőkönyv | Jegyzőkönyv      | Jegyzőkönyv | Jegyzőkönyv                                 | Jegyzőkönyv                                                                        |
| --- | ---------------- | ----------- | ------------------------------------------- | ---------------------------------------------------------------------------------- |
| | Shannon Szabados | Kapusok     | Valerija Tarakanova Nagyezsda Alekszandrova | Játékvezetők: Katie Guay Melissa Szkola Vonalbírók: Lisa Linnek Johanna Tauriainen |
| \| Wakefield (Spooner, Turnbull) – 01:50 \| 1–0 \| \| \| Poulin (Daoust) – 23:10 \| 2–0 \| \| \| Wakefield (Fortino, Turnbull) – 41:59 \| 3–0 \| \| \| Clark (Stacey, Mikkelson) – 42:30 \| 4–0 \| \| \| Johnston (Daoust, Irwin) (PP) – 54:08 \| 5–0 \| \| |                  |             |                                             | Játékvezetők: Katie Guay Melissa Szkola Vonalbírók: Lisa Linnek Johanna Tauriainen |
| 4 perc | Büntetések       | 16 perc     |                                             | Játékvezetők: Katie Guay Melissa Szkola Vonalbírók: Lisa Linnek Johanna Tauriainen |
| 47 | Lövések          | 14          |                                             | Játékvezetők: Katie Guay Melissa Szkola Vonalbírók: Lisa Linnek Johanna Tauriainen |
| Wakefield (Spooner, Turnbull) – 01:50 | 1–0              |             |                                             | Játékvezetők: Katie Guay Melissa Szkola Vonalbírók: Lisa Linnek Johanna Tauriainen |
| Poulin (Daoust) – 23:10 | 2–0              |             |                                             | Játékvezetők: Katie Guay Melissa Szkola Vonalbírók: Lisa Linnek Johanna Tauriainen |
| Wakefield (Fortino, Turnbull) – 41:59 | 3–0              |             |                                             | Játékvezetők: Katie Guay Melissa Szkola Vonalbírók: Lisa Linnek Johanna Tauriainen |
| Clark (Stacey, Mikkelson) – 42:30 | 4–0              |             |                                             |                                                                                    |
| Johnston (Daoust, Irwin) (PP) – 54:08 | 5–0              |             |                                             |                                                                                    |

### A 7. helyért
| 2018. február 20. 12:10 (4:10) | Svédország (SWE) | 6–1 (2–1, 1–0, 3–0) | Korea (COR) | Kwandong Hockey Center, Phjongcshang Nézőszám: 4125 |

| Jegyzőkönyv | Jegyzőkönyv                   | Jegyzőkönyv                   | Jegyzőkönyv             | Jegyzőkönyv                                                                        |
| --- | ----------------------------- | ----------------------------- | ----------------------- | ---------------------------------------------------------------------------------- |
| | Minatsu Murase Sarah Berglind | Kapusok                       | Shin So-jung Han Do-hee | Játékvezetők: Drahomira Fialova Aina Hove Vonalbírók: Jenni Heikkinen Nataša Pagon |
| \| Küller (Rask, Udén Johansson) – 05:50 \| 1–0 \| \| \| \| 1–1 \| 06:21 – Han S. (Park J.) (PP) \| \| Alasalmi (Nylén Persson, Borgqvist) (PP) – 19:37 \| 2–1 \| \| \| Grahm (Rask, Nordin) – 36:27 \| 3–1 \| \| \| Svedin (Johansson, Hjalmarsson) – 43:05 \| 4–1 \| \| \| Rask (Lindh) – 49:31 \| 5–1 \| \| \| Johansson (Borgqvist, Hjalmarsson) – 57:19 \| 6–1 \| \| |                               |                               |                         | Játékvezetők: Drahomira Fialova Aina Hove Vonalbírók: Jenni Heikkinen Nataša Pagon |
| 6 perc | Büntetések                    | 4 perc                        |                         | Játékvezetők: Drahomira Fialova Aina Hove Vonalbírók: Jenni Heikkinen Nataša Pagon |
| 40 | Lövések                       | 16                            |                         | Játékvezetők: Drahomira Fialova Aina Hove Vonalbírók: Jenni Heikkinen Nataša Pagon |
| Küller (Rask, Udén Johansson) – 05:50 | 1–0                           |                               |                         | Játékvezetők: Drahomira Fialova Aina Hove Vonalbírók: Jenni Heikkinen Nataša Pagon |
| | 1–1                           | 06:21 – Han S. (Park J.) (PP) |                         | Játékvezetők: Drahomira Fialova Aina Hove Vonalbírók: Jenni Heikkinen Nataša Pagon |
| Alasalmi (Nylén Persson, Borgqvist) (PP) – 19:37 | 2–1                           |                               |                         | Játékvezetők: Drahomira Fialova Aina Hove Vonalbírók: Jenni Heikkinen Nataša Pagon |
| Grahm (Rask, Nordin) – 36:27 | 3–1                           |                               |                         |                                                                                    |
| Svedin (Johansson, Hjalmarsson) – 43:05 | 4–1                           |                               |                         |                                                                                    |
| Rask (Lindh) – 49:31 | 5–1                           |                               |                         |                                                                                    |
| Johansson (Borgqvist, Hjalmarsson) – 57:19 | 6–1                           |                               |                         |                                                                                    |

### Az 5. helyért
| 2018. február 20. 16:40 (8:40) | Svájc (SUI) | 1–0 (1–0, 0–0, 0–0) | Japán (JPN) | Kwandong Hockey Center, Phjongcshang Nézőszám: 3958 |

| Jegyzőkönyv                     | Jegyzőkönyv        | Jegyzőkönyv | Jegyzőkönyv   | Jegyzőkönyv                                                                                         |
| ------------------------------- | ------------------ | ----------- | ------------- | --------------------------------------------------------------------------------------------------- |
|                                 | Florence Schelling | Kapusok     | Nana Fujimoto | Játékvezetők: Gabriella Gran Katarina Timglas Vonalbírók: Charlotte Girard-Fabre Veronica Johansson |
| \| Raselli – 03:19 \| 1–0 \| \| |                    |             |               | Játékvezetők: Gabriella Gran Katarina Timglas Vonalbírók: Charlotte Girard-Fabre Veronica Johansson |
| 6 perc                          | Büntetések         | 4 perc      |               | Játékvezetők: Gabriella Gran Katarina Timglas Vonalbírók: Charlotte Girard-Fabre Veronica Johansson |
| 14                              | Lövések            | 20          |               | Játékvezetők: Gabriella Gran Katarina Timglas Vonalbírók: Charlotte Girard-Fabre Veronica Johansson |
| Raselli – 03:19                 | 1–0                |             |               | Játékvezetők: Gabriella Gran Katarina Timglas Vonalbírók: Charlotte Girard-Fabre Veronica Johansson |

### Bronzmérkőzés
| 2018. február 21. 16:40 (8:40) | Finnország (FIN) | 5−0 (2−0, 2−0, 1−0) | Olimpikonok Oroszországból (OAR) | Kwandong Hockey Center, Phjongcshang Nézőszám: 5173 |

| Jegyzőkönyv | Jegyzőkönyv   | Jegyzőkönyv | Jegyzőkönyv | Jegyzőkönyv                                                                           |
| --- | ------------- | ----------- | ----------- | ------------------------------------------------------------------------------------- |
| | Maddie Rooney | Kapusok     | Noora Räty  | Játékvezetők: Nikoleta Celárová Nicole Hertrich Vonalbírók: Nataša Pagon Justine Todd |
| \| Marvin (Duggan, Pelkey) − 02:25 \| 1−0 \| \| \| Cameranesi − 18:38 \| 2−0 \| \| \| Lamoureux-Davidson (Pannek, Cameranesi) (PP2) – 33:21 \| 3−0 \| \| \| Knight (Morin, Coyne) (PP) − 33:55 \| 4−0 \| \| \| Cameranesi (Brandt, Kessel) (PP) – 40:45 \| 5–0 \| \| |               |             |             | Játékvezetők: Nikoleta Celárová Nicole Hertrich Vonalbírók: Nataša Pagon Justine Todd |
| 6 perc | Büntetések    | 12 perc     |             | Játékvezetők: Nikoleta Celárová Nicole Hertrich Vonalbírók: Nataša Pagon Justine Todd |
| 38 | Lövések       | 14          |             | Játékvezetők: Nikoleta Celárová Nicole Hertrich Vonalbírók: Nataša Pagon Justine Todd |
| Marvin (Duggan, Pelkey) − 02:25 | 1−0           |             |             | Játékvezetők: Nikoleta Celárová Nicole Hertrich Vonalbírók: Nataša Pagon Justine Todd |
| Cameranesi − 18:38 | 2−0           |             |             | Játékvezetők: Nikoleta Celárová Nicole Hertrich Vonalbírók: Nataša Pagon Justine Todd |
| Lamoureux-Davidson (Pannek, Cameranesi) (PP2) – 33:21 | 3−0           |             |             | Játékvezetők: Nikoleta Celárová Nicole Hertrich Vonalbírók: Nataša Pagon Justine Todd |
| Knight (Morin, Coyne) (PP) − 33:55 | 4−0           |             |             |                                                                                       |
| Cameranesi (Brandt, Kessel) (PP) – 40:45 | 5–0           |             |             |                                                                                       |

### Döntő
| 2018. február 22. 13:10 (5:10) | Kanada (CAN) | 2–3 (sz.) (0–1, 2–0, 0–1) (h.u.:: 0–0) (sz.: 0–1) | Egyesült Államok (USA) | Gangneung Hockey Centre, Phjongcshang Nézőszám: 4467 |

| Jegyzőkönyv | Jegyzőkönyv      | Jegyzőkönyv                                            | Jegyzőkönyv   | Jegyzőkönyv                                                                               |
| --- | ---------------- | ------------------------------------------------------ | ------------- | ----------------------------------------------------------------------------------------- |
| | Shannon Szabados | Kapusok                                                | Maddie Rooney | Játékvezetők: Nicole Hertrich Katarina Timglas Vonalbírók: Lisa Linnek Johanna Tauriainen |
| \| \| 0–1 \| 19:34 – Knight (Morin, Decker) (PP) \| \| Irwin (Turnbull) – 22:00 \| 1–1 \| \| \| Poulin (Agosta, Daoust) – 26:55 \| 2–1 \| \| \| \| 2–2 \| 53:39 – Lamoureux-Morando (Pannek) \| |                  |                                                        |               | Játékvezetők: Nicole Hertrich Katarina Timglas Vonalbírók: Lisa Linnek Johanna Tauriainen |
| Spooner Agosta Poulin Daoust Jenner Agosta | Szétlövés        | Marvin Brandt Pfalzer Kessel Knight Lamoureux-Davidson |               | Játékvezetők: Nicole Hertrich Katarina Timglas Vonalbírók: Lisa Linnek Johanna Tauriainen |
| 12 perc | Büntetések       | 6 perc                                                 |               | Játékvezetők: Nicole Hertrich Katarina Timglas Vonalbírók: Lisa Linnek Johanna Tauriainen |
| 31 | Lövések          | 42                                                     |               | Játékvezetők: Nicole Hertrich Katarina Timglas Vonalbírók: Lisa Linnek Johanna Tauriainen |
| | 0–1              | 19:34 – Knight (Morin, Decker) (PP)                    |               | Játékvezetők: Nicole Hertrich Katarina Timglas Vonalbírók: Lisa Linnek Johanna Tauriainen |
| Irwin (Turnbull) – 22:00 | 1–1              |                                                        |               | Játékvezetők: Nicole Hertrich Katarina Timglas Vonalbírók: Lisa Linnek Johanna Tauriainen |
| Poulin (Agosta, Daoust) – 26:55 | 2–1              |                                                        |               |                                                                                           |
| | 2–2              | 53:39 – Lamoureux-Morando (Pannek)                     |               |                                                                                           |

| A 2018. évi téli olimpiai játékok női jégkorongtornájának olimpiai bajnoka |
| · EGYESÜLT ÁLLAMOK · 2. cím                                                |
| -------------------------------------------------------------------------- |

## Végeredmény
Minden pozícióért játszottak helyosztót.
| Helyezés | Nemzet                           |
| -------- | -------------------------------- |
| Arany    | Egyesült Államok (USA)           |
| Ezüst    | Kanada (CAN)                     |
| Bronz    | Finnország (FIN)                 |
| 4.       | Olimpikonok Oroszországból (OAR) |
| 5.       | Svájc (SUI)                      |
| 6.       | Japán (JPN)                      |
| 7.       | Svédország (SWE)                 |
| 8.       | Korea (COR)                      |